# キック・ザ・カンクロー
『キック・ザ・カンクロー』は、TBSラジオをキーステーションにJRN系列各局で放送されていたラジオ番組。主に舞台俳優や舞台女優、アーティストなどをゲストに迎えて、トークを繰り広げる。パーソナリティは脚本家の宮藤官九郎、アシスタントは大人計画の劇団員、港カヲル（皆川猿時）。放送開始は、2003年10月。2007年3月25日終了。（TBSのみ、もう1回あり、4月1日で終了。)
2006年1月21日には、番組本「やぁ宮藤くん、宮藤くんじゃないか! 」発売記念として、同番組初の公開収録を行った。
内容としては、グループ魂、宮藤官九郎が関わる劇団に精通していなければ分からない場合が多い（例として「村杉さんコーナー」「顔田コーナー」など）。しかし完全にノリで始めたため、最終的に長続きしなかった。

## ネット局（2005年10月～）
2005年10月からは打ち切った所もあるが始めた所が多く、9局から14局ネットになった。
- TBSラジオ　       日曜22：00～
- HBC 北海道放送　　土曜23：00～
- RAB 青森放送　　　土曜21：30～
- ABS 秋田放送　　　水曜23：30～
- TBC 東北放送　　　日曜21：30～
- BSN 新潟放送　　　木曜23：30～
- KNB 北日本放送　　木曜21：20～
- RSK 山陽放送　　　水曜23：30～
- RCC 中国放送　　　木曜24：30～
- RNC 西日本放送　　土曜23：00～
- RKC 高知放送　　　水曜21：00～
- MRT 宮崎放送　　　土曜22：00～
- RBC 琉球放送　　　水曜23：30～

### 過去
- CBC 中部日本放送　土曜23：30～(当初、日曜22：30～;2006年12月に打切)

## 主題歌
- オープニング:
- エンディング:「グラビア29時」(グループ魂)

## 備考
- 2006年6月18日は、FIFAワールドカップ日本対クロアチア戦放送のため放送休止となる（TBSラジオ、TBC、CBCのみ。）。
- 2006年12月31日は大晦日であり、TBSラジオ以外の地方局で過去の総集編が放送された(地方局は12月31日に放送されなかったところが多い)。
- 2007年3月25日の最終回では宮藤の母が出演。この回に限って出だしから港カヲルがトークを展開し、宮藤の母を紹介した。宮藤本人は後から遅れてやってきた。(港カヲルはこの時「やぁお母さん、お母さんじゃないか!」と言った。)
- 映画「真夜中の弥次さん喜多さん」の関連で大沢悠里のゆうゆうワイドに出演した後の「キック・ザ・カンクロー」ではCM明けに「ゆうゆうワイド」でお馴染みの「大沢悠里のゆうゆうワイド」と宮藤が歌うジングルを流し、大沢悠里のゆうゆうワイド以外でゆうゆうワイドのジングルを流すという快挙を成し遂げた。それを聞いた宮藤は一言「ひどいな」と言った。
- 自身が初めて作詞を行いSMAPへ詞を提供した「BANG!BANG!バカンス!」のサビで「『バンバンバン』という歌詞にしたのは作詞前にもらった曲のテープで『バンバンバン』と歌っていたからだ」と作詞のエピソードも明かしている。